# Caddo Valley, Arkansas
Caddo Valley là một thị trấn thuộc quận Clark, tiểu bang Arkansas, Hoa Kỳ. Năm 2010, dân số của thị trấn này là 635 người.

## Dân số
- Dân số năm 2000: 563 người.
- Dân số năm 2010: 635 người.